# 山片蟠桃 (書籍)
『山片蟠桃』（やまがたばんとう）は、亀田次郎の山片蟠桃に関する伝記である。1943年2月10日発行。

## 作品
- 亀田次郎『山片蟠桃』全国書房、1943年。